# Jonás Fernández

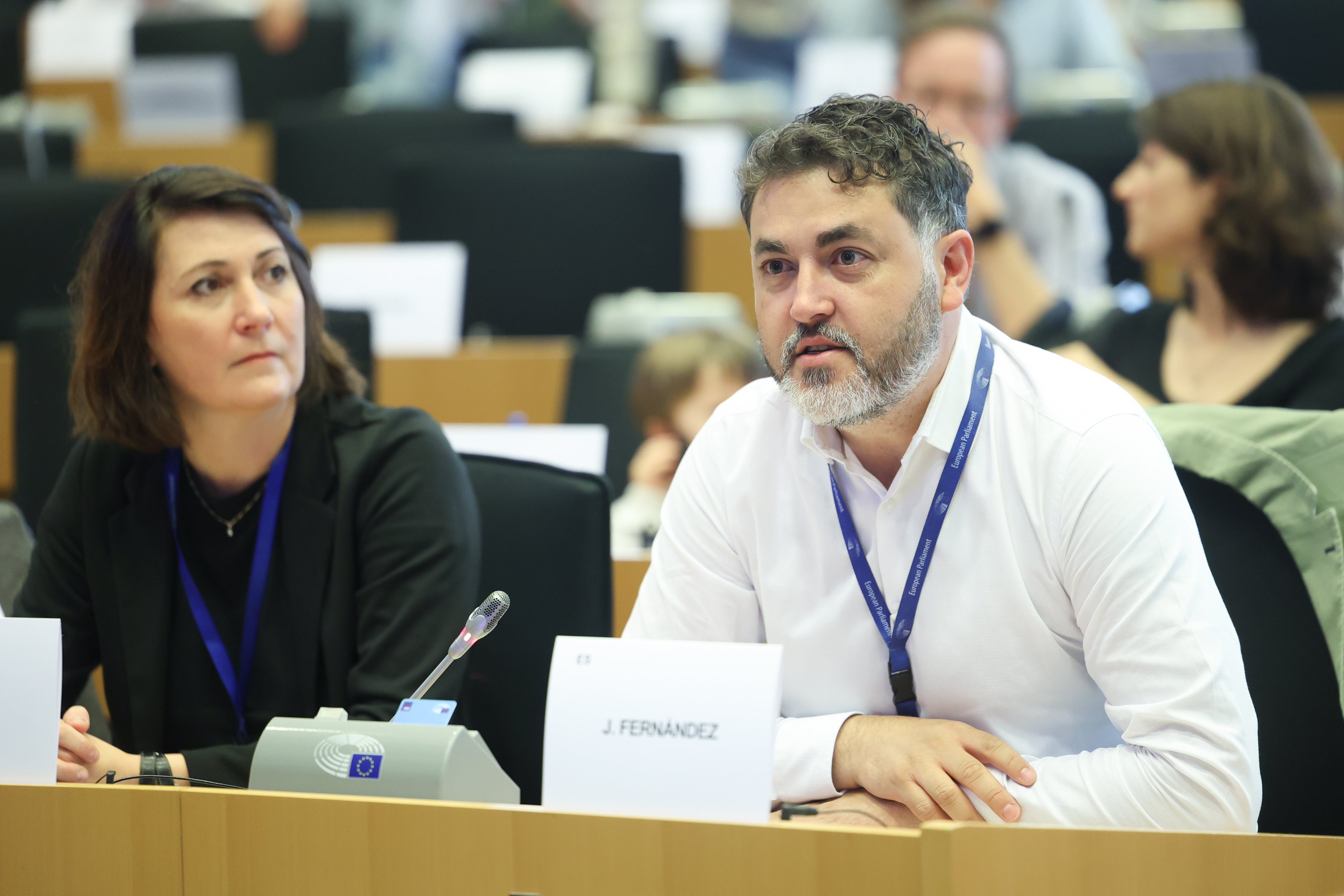
Jonás Fernández (2024)

Jonás Fernández Álvarez (* 8. Januar 1979 in Oviedo) ist ein spanischer Politiker der Partido Socialista Obrero Español.

## Leben
Seit 2014 ist Fernández Abgeordneter im Europäischen Parlament. Dort ist er Mitglied im Ausschuss für Wirtschaft und Währung und in der Delegation für die Beziehungen zur Parlamentarischen Versammlung der NATO.

## Werke
- Una alternativa progresista : Una respuesta a la crisis económica e institucional de España. Deusto, Barcelona 2013, ISBN 978-84-234-1746-9.[1]